# Danza de espadas de Puebla de Guzmán
La danza de espadas, también conocida como danza de la Virgen de la Peña, es una de las llamadas danzas rituales onubenses, desarrollada en la localidad de Puebla de Guzmán, en la provincia de Huelva, España.
Se trata de una danza ritual en honor a la Virgen de la Peña de Puebla de Guzmán, realizada en el contexto de la Romería de la Virgen durante el sábado, domingo, lunes y martes del último fin de semana de abril.
La danza, ejecutada por tres grupos de danzantes de número impar (mínimo de siete y máximo de once hombres), se interpreta con espadas, resaltando la figura del «capitán» y el «rabeón», distinguidos por su indumentaria. Algunas de las figuras y mudanzas que destacan son la «pareja o columna», el «corro», el «arco», el «zigzag» y la «reverencia».
Los símbolos que identifican a la danza son la Virgen de la Peña, las espadas, la faja y la banda, que forman parte de la indumentaria, y «el arco», figura realizada en la recogida de mayordomos y a la entrada en la ermita.
La actividad se lleva a cabo en la ermita de la Virgen de la Peña y Cerro del Águila, así como en el centro urbano, y la iglesia de la Santa Cruz en el día del Pregón.